# Filiz Tasdan
Filiz Tasdan (türkisch Taşdan; * 1982) ist eine deutsch-türkische Stand-up-Komikerin.

## Werdegang
Tasdan wuchs in Geesthacht auf und lebt in Berlin. Sie besuchte die Texterschmiede in Hamburg und war Werbetexterin, selbstständige Texterin und freie Autorin, u. a. für Jung von Matt, Comedy Central und Late Night Berlin. Als Werbetexterin war sie fünf Jahre die Haupttexterin für Media Markt und war für die Werbekampagne mit Olli Dittrich verantwortlich.
Tasdan ist Mitglied bei StandUp 44. Als Comedian war sie u. a. bei NightWash, Till Reiners’ Happy Hour und Late Night Berlin zu sehen. Zum Abschluss der Feierlichkeiten zum 50-jährigen Bestehen der Universität Paderborn 2022 trat sie mit ihren StandUp-44-Kollegen Kinan Al und Daniel Wolfson im Audimax auf. Gemeinsam mit Al moderiert sie seit 2021 den Podcast Dick & Sick, teilweise auch nach der früheren Bezeichnung FrauenQuote benannt. Für Felix Lobrecht war sie Warm-Up-Act bei seinem Solo-Programm All you can eat und stand somit auf Bühnen wie der Mercedes-Benz Arena Berlin. Sie hat zudem Shows von Till Reiners und Hazel Brugger eröffnet.
Seit 2023 ist sie mit Moritz Neumeier und Till Reiners auf dem von Fritz betriebenen YouTube-Kanal Comedy Kollektiv mit der Show falsch, aber lustig zu sehen. 2023 wirkte sie außerdem bei der Stand-up-Mix-Show Funny Bones von Carolin Kebekus mit und war Teil der 1LIVE Köln Comedy-Nacht XXL.
Ihr erstes Solo-Programm heißt SUPER PLUS.

## Fernseh- und Streamingauftritte
- 2022: Der ZDF Comedy Sommer, Folge 3[20]
- 2023: Till Reiners’ Happy Hour XXL – Die Sommerparty (3sat)[21]
- 2023: Der ZDF Comedy Sommer, Folge 5[22]
- 2023: 1LIVE Köln Comedy-Nacht XXL[19]
- seit 2023: falsch, aber lustig (YouTube-Kanal Comedy Kollektiv, Fritz)
- 2024: Edins Neo Night, Folge 4[23]
- 2024: heute-show, Ausgabe vom 31. Mai 2024[24]

## Auszeichnungen
- 2025: Deutscher Kleinkunstpreis (Sparte Stand-Up)[25]